# Томас, Йоханнес
Йоханнес Томас (нем. Johannes Thomas; род. 11 сентября 1949, Дрезден) — немецкий гребец, рулевой, выступавший за сборную ГДР по академической гребле в 1970-х годах. Серебряный призёр летних Олимпийских игр в Монреале, победитель и призёр многих регат национального значения.

## Биография
Йоханнес Томас родился 11 сентября 1949 года в Дрездене, ГДР. Проходил подготовку в местном спортивном клубе «Айнхайт Дрезден» под руководством тренера Ханса Экштайна.
Впервые заявил о себе в гребле в 1970 году, выиграв бронзовую медаль в четвёрках на чемпионате ГДР. Год спустя стал бронзовым призёром национального первенства в той же дисциплине, ещё через год одержал победу.
В 1973—1975 годах выступал от своего клуба в четвёрках и восьмёрках, но был далёк от лидеров и не участвовал в международных регатах.
Пик его спортивной карьеры пришёлся на сезон 1976 года, когда он вошёл в основной состав восточногерманской национальной сборной и благодаря череде удачных выступлений удостоился права защищать честь страны на летних Олимпийских играх в Монреале. В составе экипажа, куда также вошли гребцы Андреас Шульц, Улльрих Диснер, Вальтер Диснер и Рюдигер Кунце, занял второе место в распашных рулевых четвёрках, пропустив вперёд только команду из СССР, и тем самым завоевал серебряную олимпийскую медаль. За это выдающееся достижение по итогам сезона был награждён орденом «За заслуги перед Отечеством» в бронзе.
Помимо занятий спортом работал поваром. Завершив спортивную карьеру, впоследствии являлся сотрудником немецкой кейтеринговой компании Mitropa.